# 黄士杰 (音乐人)
黃士杰（英文名：Jay，1979年2月3日—），綽號士杰，五月天技師團團長，五月天「大雞腿錄音室」經理人，「龍之家族」主唱。
強辯樂團主唱黃少谷的哥哥，五月天團長暨吉他手怪獸的表弟，黃文魁的兒子。

## 戲劇

### 電影
- 《5月天諾亞方舟》（2013年）：以五月天「諾亞方舟」演唱會為主軸，言承旭、林依晨、林暉閔、林天扶參與演出
- 《現場·戰場·夢工場》（2013年）：周佑洋、黃士杰、楊宗錞、丁度嵐、張育書、陳皆理、治武和宏、三木修策、五月天 主演

## 音樂作品
| 單曲名稱            | 發行日         | 創作部分               | 附 註                                                    |
| 和你一起            | 2021年12月1日  | 作曲／填詞             |                                                          |
| 春天的花 (不插電版) | 2023年11月18日 |                        | 台語歌曲 、電視劇《愛的榮耀》片尾曲                      |
| 感謝有你            | 2023年11月18日 | 共同填詞：黃少谷、黃士 | 台語歌曲 、電視劇《愛的榮耀》插曲                        |
| 春天的花            | 2023年11月22日 |                        | 合唱：黃少谷、黃士 、台語歌曲 、電視劇《愛的榮耀》片尾曲 |

## 音樂經歷
- 強辯樂團

- - 強辯樂團《Champion冠軍專輯》專輯-製作行政統籌
  - 強辯樂團《Champion冠軍專輯》《雨下個不停》單曲-配唱製作人/和聲
  - 強辯樂團《Champion冠軍專輯》《存在》單曲-配唱製作人
  - 強辯樂團《Help me》單曲-配唱製作人
  - 強辯樂團《小霸王》專輯-錄音/母帶後期製作人/製作執行
  - 強辯樂團《小霸王》《豁出去》單曲-混音
  - 強辯樂團《小霸王》《昨天今天明天》單曲-混音
  - 強辯樂團《小霸王》《不知道》單曲-混音
  - 強辯樂團《我的美麗時光》專輯-錄音/混音

- 家家

- - 家家《忘不記》《忘不記》單曲-錄音
  - 家家《忘不記》《淚滴》單曲-錄音

- 五月天

技師團：
- - 『十萬青年站出來』
  - 『你要去那裡』演唱會
  - 《Final Home 當我們混在一起 世界巡迴演唱會》（2004－2006）
  - 《DNA創造世界巡迴演唱會》(2009－2010)
  - 《Just Rock It！就是世界巡迴演唱會》(2011-2013)
  - 《諾亞方舟世界巡迴演唱會》(2011-2014)

製作助理：
- - 五月天 你要去哪裡 巡迴演唱會CD/DVD [2001]
  - 五月天 《時光機》 專輯 [2003]
  - 五月天 天空之城 演唱會CD/DVD [2003]
  - 五月天 五月之戀 電影原聲帶 [2004]
  - 五月天 《神的孩子都在跳舞》  專輯[2004]
  - 五月天 Final Home 巡迴演唱會CD/DVD [2005]
  - 五月天 《知足just my pride最真傑作選》專輯 [2005]
  - 五月天 《為愛而生》專輯[2006]
  - 五月天 離開地球表面JUMP THE WORLD! 2007 極限大碟／離開地球表面 Jump! The World Live [2007]
  - 五月天『小太陽』 單曲
  - 五月天『放肆』單曲
  - 五月天『花』單曲
  - 『闖』錄音工程暨製作助理
  - 『搖滾本事』錄音工程暨製作助理
  - 『生命有一種絕對』錄音工程暨製作助理
  - 『我』 錄音工程暨製作助理

錄音/混音/和聲/共同製作人：
- - 五月天  《神的孩子都在跳舞》 專輯[2004]
  - 五月天 《五月天追夢3DNA電影原聲帶》 專輯 [2009]
  - 五月天 3DNA 追夢 巡迴演唱會CD/DVD/BD/Film [2011]
  - 五月天 《第二人生》 專輯 [2011]
  - 五月天 《諾亞方舟 世界巡迴演唱會Live 2CD》 專輯 [2013]
  - 五月天 《5月天諾亞方舟》  電影聲音指導 [2013]
  - 五月天『傷心的人別聽慢歌（貫徹快樂）』 單曲[2013]
  - 五月天『入陣曲 （页面存档备份，存于）』單曲[2013]
  - 五月天『步步 (單曲)|步步 』單曲[2013]
  - 五月天『擁抱Embrace 』2014MV官方完整導演版 [2014]
  - 五月天 怪獸『九號球 9-Ball』單曲 [2014]
  - 五月天『將軍令Your Legend』單曲 [2014]
  - 五月天『勇敢Braveness 』單曲 [2016]
  - 五月天『頑固Tough 』單曲 [2016]
  - 五月天『Mayday五月天20週年 ［回到 1997.3.29 LIVE @7號公園第一天 演唱會］』live [2017]
  - 五月天『什麼歌 What A Song』單曲 [2018]
  - 五月天『I Will Carry You』單曲 [2018]
  - 五月天『當每顆星星 Every Star』feat.黃渤 合唱版 [2018]
  - 五月天 阿信『當每顆星星 Every Star』阿信版 [2018]
  - 五月天『你不是真正的快樂+天空』feat.蔡依林 live [2018]
  - 五月天『Don'ts Don'ts』ffeat. Slot Machine [2018]
  - 五月天『愛情的模樣』feat.田馥甄Hebe live [2018]
  - 五月天『笨小孩』feat.吳宗憲Jacky Wu live [2018]
  - 五月天『孫悟空』feat.張國璽 live [2018]
  - 五月天『轉眼（2018 自傳最終章）Final Chapte』 [2018]
  - 五月天『傷心的人就聽撐腰』feat.羅志祥 live [2018]
  - 五月天『五月天陪你跨年 Live直播完整版2018』live [2018]
  - 五月天『挪威的森林』feat.伍佰 Wu Bai live [2019]
  - 五月天『乾杯（2019 人生無限暢飲版）』live [2019]
  - 五月天『一半人生 Half a Life』單曲 [2019]
  - 五月天『愛情萬歲』feat.伍佰 Wu Bai live [2019]
  - 五月天『一顆蘋果』live [2019]
  - 五月天 阿信『隱形的紀念 The Hidden Memories』單曲 [2019]
  - 五月天『純真 INNOCENCE』藍色三部曲  20週年[2019]
  - 五月天『轉眼 Final Chapter』單曲 [2019]
  - 五月天『瘋狂世界 World Crazy』藍色三部曲  20週年[2019]
  - 五月天『倔強 Persistence』feat.周杰倫 live [2019]
  - 五月天『說好不哭 Won't Cry』feat.周杰倫 live [2019]
  - 五月天『玫瑰少年 Womxnly』feat.蔡依林 live [2019]
  - 五月天『在梅邊』feat.王力宏 live [2019]
  - 五月天『五月天人生無限公司』電影 [2019]
  - 五月天『溫柔 TENDERNESS』feat.孫燕姿 藍色三部曲  20週年[2020]
  - 五月天『不為誰而作的歌』Studio Live [2020]
  - 五月天『諾亞方舟 Noah's Ark』Live [2020]
  - 五月天『盛夏光年 Eternal Summer』Live [2020]
  - 五月天『突然好想你 Suddenly Missing You So Bad』feat. 李榮浩、蕭敬騰、毛不易 Live [2020]
  - 五月天『知足 Contentment』Live [2020]
  - 五月天『星空 Starry Sky』Live [2020]
  - 五月天『孫悟空 Sun Wu Kong』Live [2020]
  - 五月天『一顆蘋果 An Apple』Live [2020]
  - 五月天『愛情的模樣 This is Love』Live [2020]
  - 五月天『倔強 Persistence』Live [2020]
  - 五月天『[突然好想見到你] Mayday live in the sky 線上演唱會』Live [2020]
  - 五月天『生命有一種絕對 Life Has a Kind of Certainty』feat. 郎朗 Live [2020]
  - 五月天『溫柔 TENDERNESS』feat. 孫燕姿 Live [2020]
  - 五月天『因為你 所以我 Because of You』單曲 [2020]
  - 五月天『[ 好好好想見到你 ] Mayday fly to 2021 跨年演唱會｜線上特別版』Live [2020]
  - 五月天『刻在我心底的名字 Your Name Engraved Herein』Live [2021]
  - 五月天『笑忘歌 The Song of Laughter and Forgetting』Live [2021]
  - 五月天『永遠的永遠＋勇敢＋出頭天』Live [2021]
  - 五月天 怪獸『Tokyo Night』feat.林正如 Live [2021]
  - 五月天 阿信『青空未來 Future』單曲 [2021]
  - 五月天 阿信『月亮代表我的心 The Moon Represents My Heart』單曲 [2021]
  - 五月天『人生海海 People Life Ocean Wild』feat.白安 Live [2021]
  - 五月天『陪你跨年演唱會 [ 線上特別版 ] MAYDAY FLY TO 2022』Live [2021]
  - 五月天『你的神曲 A Song with You』單曲 [2022]
  - 五月天『為你寫下這首情歌 Song for You』單曲 [2022]
  - 五月天『為你寫下這首情歌 Song for You』feat.G.E.M.鄧紫棋 Live [2022]
  - 五月天『戀愛ING Love-ing』諾亞方舟十週年線上特別版 Live [2023]
  - 五月天『知足 Contentment』feat.告五人 Live [2023]
  - 五月天『唯一 The One And Only』feat.告五人 Live [2023]
  - 五月天『為你寫下這首情歌 Song For You』Live [2023]
  - 五月天『五月天線上跨年演唱會 [ 諾亞方舟十週年特別版 ] 』Live [2023]
  - 五月天『笑忘歌 The Song of Laughter and Forgetting』 25週年版 Live [2024]
  - 五月天『成名在望 Almost Famous』5525鳥巢版 Live [2024]
  - The Last Together 周思齊『倔強 Persistence』feat.五月天 [2024]
  - The Last Together 周思齊『引退賽後演出｜完整版』feat.五月天 [2024]
  - 五月天『任性 Willful』電視劇《難哄》主題曲 [2024]
  - 五月天『2025 線上跨年演唱會』MAYDAY FLY TO 2025 [2024]
  - 五月天『JAY CHOU 周杰倫 ╳ MAYDAY 五月天 [ 任性 Willful  5525版 ]』MAYDAY FLY TO 2025 [2025]

- Ray 黃霆睿

錄音/混音/和聲/共同製作人：
- - Ray 黃霆睿『來不及說再見 Too Late』單曲 [2021]
  - Ray 黃霆睿『還記得 Still Remember』單曲 [2022]
  - Ray 黃霆睿『蕭邦 aka 鋼琴詩人 Frédéric Chopin - aka Poet of the Piano』單曲 [2024]

- 琳誼 Ring

錄音/混音/和聲/共同製作人：
- - 琳誼 Ring『愛情限時批 Express Love Letter』feat.許富凱 單曲 [2021]
  - 琳誼 Ring『長大了以後 Fake Adult』feat.怕胖團 單曲 [2021]
  - 琳誼 Ring『錄音帶 Memory Tape』單曲 [2021]
  - 琳誼 Ring『蚵仔麵線 Oysters Love Noodles（香菜加味版）』單曲 [2022]
  - 琳誼 Ring『香菜(芫荽) Coriander』單曲 [2022]
  - 琳誼 Ring『無人之境 No Man’s Land』單曲 [2022]
  - 琳誼 Ring『人間煙火 You Are Fantastic Like Firework』單曲 [2022]
  - 琳誼 Ring『在某個角落努力的你 Dear You』單曲 [2022]
  - 琳誼 Ring『那年盛夏 Broken Love in Summer』單曲 [2023]

- 法蘭Fran

錄音/混音/和聲/共同製作人：
- - 法蘭Fran『親密愛人』單曲 [2021]
  - 法蘭Fran『浪人情歌 Wanderer's Love Song』單曲 [2021]
  - 法蘭Fran『我要我們在一起』feat.蘇慧倫 單曲 [2021]
  - 法蘭Fran『女人花』單曲 [2021]
  - 法蘭Fran『那種朋友 Friends, Indeed』[2022]
  - 法蘭Fran『異類 Hey Weirdo』feat.TRASH [2022]
  - 法蘭Fran『別來找我 Losing Me』feat.蕭敬騰 [2022]
  - 法蘭Fran『住在我靈魂裡』單曲 [2022]

- 石頭

錄音：
- 石頭《真實故事改編》

- 黃鴻升

錄音：
- 黃鴻升《澀谷》

錄音/混音：
- 黃鴻升《漩渦》

- 劉若英

- - 劉若英『單身日誌』演唱會專輯-錄音製作助理
  - 劉若英《親愛的路人》《Yes, I Do》單曲-錄音

- 孫燕姿

錄音助理：
- - 孫燕姿《王子麵》
  - 孫燕姿《第一天》

- 品冠

錄音助理：
- - 品冠《離我遠一點》

錄音/混音/共同製作人：
- - 品冠《座右銘》
  - 品冠《那些女孩教我的事》

- 任賢齊

錄音/混音/共同製作人：
- - 任賢齊 不信邪 專輯

- 梁靜茹

錄音助理：
梁靜茹《親親》
- 吳克群

錄音：
- 吳克群《殘廢》
- 吳克群《戲劇天才》

- 張志家

- - 『志明與春嬌』『重傷的汗水』錄音工程助理

- 江美琪

- - 『揮霍愛人的耐心』錄音工程助理

- 張芸京

錄音：
- 張芸京《你是唯一》

錄音/混音：
- 張芸京《破天荒》

- 旺福樂團

- - 專輯 錄音助理

- 孔令奇

- - 『懶得跟你ㄊㄨㄚ』錄音助理

- Energy

製作助理：
- - Energy《秒殺》

錄音/混音/和聲/共同製作人：
- - Energy『星期五晚上 Friday Nigh』feat.五月天 慶功16蹲版 live [2024]

- 丁噹

錄音/混音/共同製作人：
- - 丁噹《白蛇》
  - 丁噹《離家出走》
  - 丁噹、阿信《走火入魔》
  - 丁噹、阿信《花火》
  - 丁噹《石頭》
  - 丁噹《想原諒》
  - 丁噹《夢交響》
  - 丁噹《只要你快樂》
  - 丁噹《刷新》

- 八三夭

錄音/混音/共同製作人：
- - 八三夭 最後的831 專輯

- 其他

- - 『半成年主張』合輯 後製助理
  - 中廣流行網---中廣男人周末版主持人

## 主持經歷
- 陳綺貞『吉他手』專輯簽唱會
- 光良『光芒』專輯簽唱會
- 黃品源『小薇』專輯簽唱會
- 李心潔『謝謝你的愛』專輯簽唱會
- 李威『迷彩李威』專輯簽唱會
- 梁靜茹『美麗人生』專輯簽唱會
- 趙之璧 新書簽書會及記者會
- 滾石半成年合輯台大椰林演唱會
- 超犀利趴6 美麗飽島 美食節目主持人
- 五月天『作品九號』西門町新歌首唱會

## 資料來源
1. ↑  熬出頭！龍之家族演唱會門票秒殺 （页面存档备份，存于） -中時新聞網
2. ↑  YouTube上的【和你一起 With You】 -We Want JAY 士杰頻道
3. ↑  YouTube上的【春天的花】 -We Want JAY 士杰頻道

## 外部連結
- 黃士杰的Facebook專頁
- 黃士杰的新浪微博
- 黃士杰的Instagram帳戶
- YouTube上的黃士杰頻道
- 黃士杰的Twitch頻道 （页面存档备份，存于）